# Paris katakomber

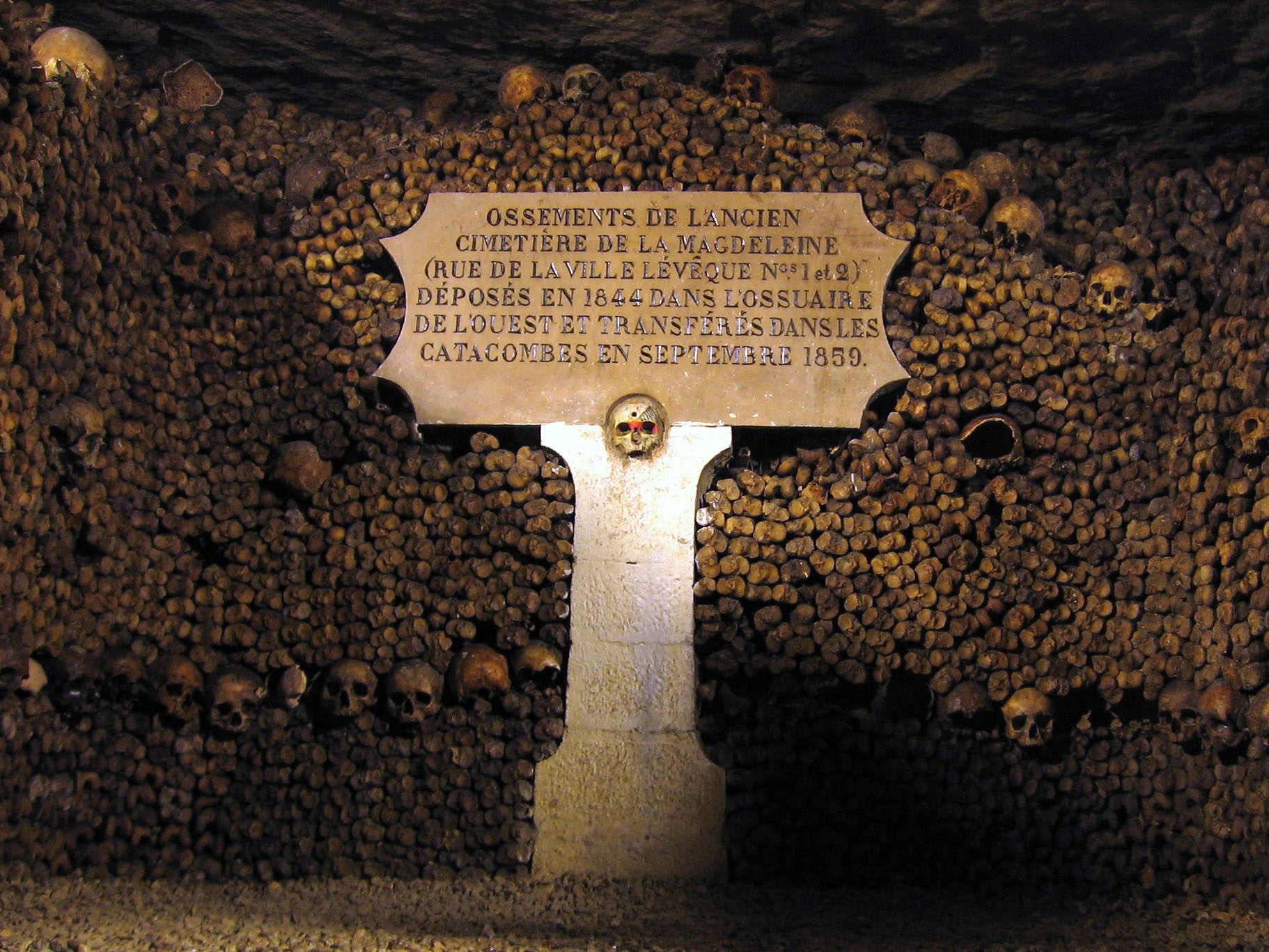
Paris katakomber

Paris katakomber, på franska Catacombes de Paris eller les carrières de Paris (ungefär Paris gruvgångar), är ett nätverk av underjordiska tunnlar och rum under Paris. 
Tunnelsystemet skapades under romartiden när romarna bröt kalksten i gångarna. Paris katakomber har ett antal altare som användes för religiösa ritualer med gåvor i form av offer. En liten del av systemet började användas som gravplats år 1786 och det är dessa som är de egentliga katakomberna. De har det officiella namnet l'Ossuaire Municipal ungefär allmänna ossuariet. I överförd bemärkelse kallas även resten av tunnelsystemet för Paris katakomber. 
Tunnelsystemet är totalt mer än 300 kilometer långt, men bara en liten del är öppet för allmänheten med ingång vid Place Denfert-Rochereau. Det finns dock flera hemliga ingångar och under historiens lopp har katakomberna tjänat som hemlig mötesplats och transportsträcka, bland annat för den franska motståndsrörelsen under andra världskriget. Sedan 1950-talet är det förbjudet att besöka tunnlarna utanför anvisade områden eller utan guide.
1786 beslöt man att använda gruvgångarna som gravplats. Vid denna tid var Les Halles-distriktet härjat av sjukdom på grund av smitta från kyrkogårdsbegravningar. Därför bestämde man sig för att avlägsna skeletten och placera dem under jorden.
Katakomberna förekommer flitigt i populärkultur, bland annat i Jonathan Littells bok Bad Voltage och Anne Rices bok En vampyrs bekännelse.